# Charles Etienne Gudin
César Charles Étienne Gudin de la Sablonnière (Montargis, 13 februari 1768 - Smolensk, 22 augustus 1812) was een Franse generaal ten tijde van de Eerste Republiek en het Eerste Keizerrijk.

## Biografie

### Loopbaan onder hetAncien régime
Charles Gudin studeerde in de "School van Brienne", in de gebouwen van een voormalig miniemenklooster, waar een afdeling van de Parijse Militaire Academie gevestigd was. Hij was er student in dezelfde schooljaren als zijn leeftijdsgenoot: Napoleon Bonaparte. Nadien, in 1782, ging hij in dienst bij de Koninklijke Gendarmerie, waar hij bevorderd werd tot onderluitenant. In 1791 nam hij deel aan een tussenkomst in de toenmalige Franse kolonie Saint-Domingue (thans: Haïti).

### De onlusten van de Revolutie
Na zijn inzet in Saint-Domingue werd Gudin naar het Rijnleger gestuurd, dat na verloop van tijd het "Rijn-en-Moselleleger" werd. Aangesteld als hoofd van een bataljon in 1793 en nadien als adjudant-generaal in 1794, merkte men in 1795 en 1796 Gudin opnieuw op onder het bevel van generaal Moreau, alvorens benoemd te worden: vooreerst als stafchef van een actieve legerdivisie, en later, op 5 februari 1799, als brigadegeneraal.
Tijdens gevechten in de maand juli nam hij een positie in op de Grimselpas en stak de Furkapas over teneinde generaal Lecourbe op 14 augustus te vervoegen bij diens strijd aan de Oberalppas.
De Russen onder leiding van maarschalk Souvorov verjoegen hem op 16 augustus uit Airolo en ook van de Gotthardpas, maar eind september herwon hij het terrein.
Tewijl hij stafchef van het Rijnleger was, ontving hij op 6 februari 1800 het brevet van generaal-majoor.

### Generaal van hetconsulaaten van hetkeizerrijk

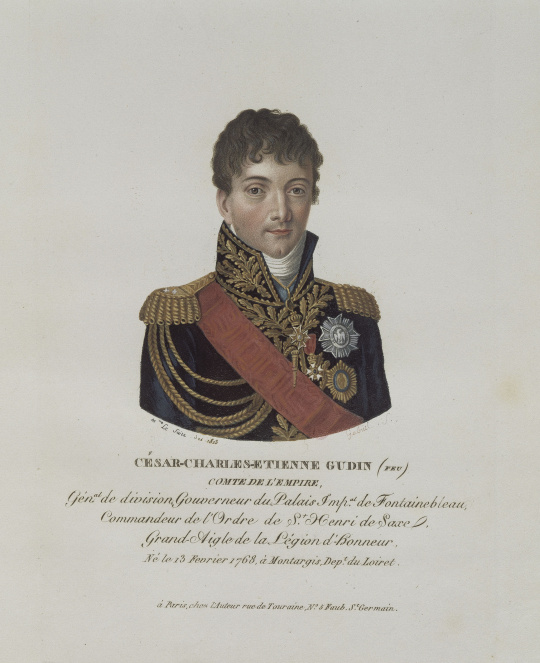
Graaf Charles Gudin

In 1804 vertrouwde Napoleon Bonaparte aan Gudin de derde divisie toe, van het korps van generaal Davout. Daarmee voerde Gudin anno 1805 een offensief in Duitsland, en in 1806/1807 veldtochten in Pruisen en Polen.
Tijdens de militaire campagne van zijn leger in Auerstedt liep Gudin verwondingen op, maar toch hij nam deel aan de slag bij Eylau.
Van 1805 tot 1812 deelde hij de bevelvoering over de divisies van het derde korps met de generaals Friant (1e divisie) en Morand (°1771, † 1835) (2e divisie).

Anno 1809 was Gudin commandant van de rechtervleugel van Davouts korps. Hij liet zich opmerken door de veldslagen van Tann en Abensberg, voornamelijk door offensieve aanvallen die de Keizer waardig waren.
Hij toonde een groot militair talent bij de gevechten van Eckmühl (Beieren) en Regensburg.
Nadat hij een van de eilandjes gelegen in de Donau -net voor Presburg- veroverd had, ontving hij op 14 augustus 1809 het grootkruis van het Erelegioen. Ten slotte nam hij deel aan de Slag bij Wagram waar hij gekwetst werd.
Generaal Gudin liet zich in 1812 bijzonder opmerken bij het begin van de vijandelijkheden met Rusland. Maar op 19 augustus sloeg het noodlot toe: tijdens de gevechten te Valoutino (Rusland), net op het ogenblik dat zijn divisie zich te midden van een Russische colonne bevond en op het punt stond een vijandelijke positie in te nemen, werd hij getroffen door een kanonskogel die hem een been afrukte en het andere erg verwondde.
Als gevolg van deze kwetsuren overleed hij drie dagen later in Smolensk.
Gudin was een vriend van maarschalk Davout en werd persoonlijk gewaardeerd door Napoleon die hem kende van de school in Brienne. Door verdriet overmand weende Napoleon bij het vernemen van Gudins overlijden.

### Nagedachtenis en nageslacht
Er werd beweerd dat Gudins lichaam zou begraven zijn in de citadel van Smolensk. Nochtans werd in deze stad op 10 juli 2019 in de grond een skelet gevonden dat begraven was in een openbare tuin. De staat van de botten stemde overeen met de verwondingen van de generaal. Bijgevolg besloot men over te gaan tot een DNA-analyse. Daaruit bleek dat het gevonden skelet inderdaad dat van Gudin is. De overblijfselen van de generaal zijn inmiddels overgebracht naar Parijs waar op 2 december 2021, na een ceremonie op de binnenplaats van het Hôtel des Invalides, de generaal is bijgezet nabij de resten van Napoleon Bonaparte.
Het hart van generaal Gudin werd kort na diens dood uit zijn lichaan verwijderd en overgebracht naar Parijs, waar het rust in een kapel op de begraafplaats van Père Lachaise (40e divisie).
Zijn naam staat op de oostelijke kant van de Parijse Arc de Triomphe vermeld (16e kolom).
Gudins buste, beeld gehouwen door Louis-Denis Caillouette (1790-1868), bevindt zich in de tentoonstellingszaal der veldslagen in het kasteel van Versailles. Er bevindt zich eveneens een buste en een portret in het Girodet-museum te Montargis. In deze stad draagt de oude kazerne de naam Caserne Gudin. Daarenboven werd in het 16e arrondissement te Parijs de Gudinstraat (Rue Gudin) naar hem genoemd.
Charles Gudin was de vader van Charles Gabriel César Gudin (1798-1874). Deze laatste was op zijn beurt eveneens generaal en senator van het Tweede Franse Keizerrijk.
- Gemeinsame Normdatei: 1031819533
- International Standard Name Identifier: 0000 0003 9415 7625
- Base Léonore: LH//1214/23
- Nederlandse Thesaurus van Auteursnamen: 24230382X
- Système universitaire de documentation: 253579473
- Virtual International Authority File: 288650762